# Cunila crenata
Cunila crenata es una especie de planta fanerógama de la familia Lamiaceae. El epíteto específico alude a que el margen de las hojas es crenado, característica que la distingue de todas las demás especies del género Cunila.

## Clasificación y descripción de la especie
Hierba perenne voluble, semipostrada. Tallo rojizo con las ramas jóvenes pubescentes con pelos simples. Hojas con las láminas angostamente ovadas de 2.5 a 8 cm de largo por 1.5 cm de ancho; pecíolos de 2.5 a 8 mm, inflorescencias axilares, con 15 flores por cima. Brácteas lineares de 1 a 1.6 mm de largo, pedicelos de 50 a 70 mm de largo. Flores con el cáliz tubular de 2 a 3 mm; corola blanca, bilabiada de 3 a 4.5 mm de largo; estambres 2, con anteras dorsifijas y con estaminodios rudimentarios; estilo de 4 a 6 mm de largo, bífido en el ápice y con dos brazos desiguales.

## Distribución de la especie
Se localiza en México, hasta ahora sólo se ha registrado en la localidad tipo, en el estado de Durango, en el municipio de Topia.

## Hábitat
Se desarrolla en vegetación de encinar (Quercus) perturbado, entre los 1450 y los 1800 m s.n.m.

## Estado de conservación
No se encuentra bajo ninguna categoría de riesgo en las normas mexicanas e internacionales (Norma Oficial Mexicana 059).